# «Сан-Диего Падрес» в сезоне 1997
Сезон 1997 года стал для «Сан-Диего Падрес» двадцать девятым в Главной лиге бейсбола. Команда завершила регулярный чемпионат с 76 победами при 86 поражениях, заняв четвёртое место в Западном дивизионе Национальной лиги.
Домашние матчи команда проводила на поле «Куалкомм-стэдиум» в Сан-Диего. В апреле домашняя серия из трёх матчей против «Сент-Луис Кардиналс» прошла в Гонолулу на арене «Алоха-стэдиум». Впервые игры Главной лиги бейсбола состоялись на Гавайях.

## Межсезонье

### Предсезонные матчи
В = Побед; П = Поражения; П% = Процент выигранных матчей; GB = Отставание от лидера; Дома = Победы/поражения дома; Выезд = Победы/поражения на выезде
| Национальная лига      | В  | П  | П%   | GB | Дома | Выезд |
| ---------------------- | -- | -- | ---- | -- | ---- | ----- |
| Флорида Марлинс        | 26 | 5  | 83,9 | —  | —    | —     |
| Сент-Луис Кардиналс    | 21 | 11 | 65,6 | —  | —    | —     |
| Сан-Диего Падрес       | 20 | 11 | 64,5 | —  | —    | —     |
| Филадельфия Филлис     | 17 | 13 | 56,7 | —  | —    | —     |
| Хьюстон Астрос         | 16 | 13 | 55,2 | —  | —    | —     |
| Сан-Франциско Джайентс | 18 | 15 | 54,5 | —  | —    | —     |
| Цинциннати Редс        | 17 | 15 | 53,1 | —  | —    | —     |
| Лос-Анджелес Доджерс   | 14 | 13 | 51,9 | —  | —    | —     |
| Чикаго Кабс            | 16 | 16 | 50,0 | —  | —    | —     |
| Колорадо Рокиз         | 15 | 17 | 46,9 | —  | —    | —     |
| Нью-Йорк Метс          | 11 | 14 | 44,0 | —  | —    | —     |
| Питтсбург Пайрэтс      | 13 | 18 | 41,9 | —  | —    | —     |
| Монреаль Экспос        | 10 | 15 | 40,0 | —  | —    | —     |
| Атланта Брэйвз         | 10 | 18 | 35,7 | —  | —    | —     |

## Регулярный чемпионат
В апреле команда провела домашнюю серию из трёх матчей против «Сент-Луиса» в Гонолулу. Впервые игры Главной лиги бейсбола прошли на Гавайях. Опыт их организации был признан успешным, но игроки и тренеры обеих команд отметили, что играть там на постоянной основе было бы тяжело из-за большого числа перелётов.
В рамках регулярного чемпионата 1997 года впервые между собой сыграли команды Американской и Национальной лиг. Двенадцатого июня «Падрес» в своём первом подобном матче в гостях уступили «Анахайм Энджелс» со счётом 4:8.

### Драфт
На драфте 1997 года клубом было выбрано сорок два игрока, из которых шесть затем сыграли в Главной лиге бейсбола. В первом раунде «Падрес» под общим двадцать седьмым номером выбрали шортстопа Кевина Николсона из Стетсонского университета.

### Положение команд
В = Побед; П = Поражения; П% = Процент выигранных матчей; GB = Отставание от лидера; Дома = Победы/поражения дома; Выезд = Победы/поражения на выезде
| Западный дивизион      | В  | П  | П%   | GB   | Дома  | Выезд |
| ---------------------- | -- | -- | ---- | ---- | ----- | ----- |
| Сан-Франциско Джайентс | 90 | 72 | 55,6 | —    | 48—33 | 42—39 |
| Лос-Анджелес Доджерс   | 88 | 74 | 54,3 | 2,0  | 47—34 | 41—40 |
| Колорадо Рокиз         | 83 | 79 | 51,2 | 7,0  | 47—34 | 36—45 |
| Сан-Диего Падрес       | 76 | 86 | 46,9 | 14,0 | 39—42 | 37—44 |

### Статистика
| Условные цветовые обозначения    |
| -------------------------------- |
| Игроки, пришедшие по ходу сезона |
| Игроки, ушедшие по ходу сезона   |

- Курсивом выделены игроки, дебютировавшие в Главной лиге бейсбола в сезоне 1997 года
- Жирным выделены игроки, принимавшие участие в Матче всех звёзд
- Статистика приведена для игроков основного состава по данным сайта baseball-reference.com

#### Питчеры
| Игрок               | G  | GS | CG | IP    | W  | L  | ERA  | SO  | BB |
| ------------------- | -- | -- | -- | ----- | -- | -- | ---- | --- | -- |
| Энди Эшби           | 30 | 30 | 2  | 200,2 | 9  | 11 | 4,13 | 144 | 49 |
| Джоуи Хэмилтон      | 31 | 29 | 1  | 192,2 | 12 | 7  | 4,25 | 124 | 69 |
| Стерлинг Хичкок     | 32 | 28 | 1  | 161,0 | 10 | 11 | 5,20 | 106 | 55 |
| Фернандо Валенсуэла | 13 | 13 | 1  | 66,1  | 2  | 8  | 4,75 | 51  | 32 |

| Игрок          | G  | GS | IP    | W | L | SV | ERA  | SO  | BB |
| -------------- | -- | -- | ----- | - | - | -- | ---- | --- | -- |
| Тревор Хоффман | 70 | 0  | 81,1  | 6 | 4 | 37 | 2,66 | 111 | 24 |
| Тим Уоррелл    | 60 | 10 | 106,1 | 4 | 8 | 3  | 5,16 | 81  | 50 |
| Шон Бергман    | 44 | 9  | 99,0  | 2 | 4 | 0  | 6,09 | 74  | 38 |
| Уилл Кунейн    | 54 | 8  | 91,1  | 6 | 3 | 0  | 5,81 | 79  | 49 |
| Дуг Бохтлер    | 54 | 0  | 60,1  | 3 | 6 | 2  | 4,77 | 46  | 50 |

#### Бэттеры
| Поз. | Игрок         | G   | AB  | R   | H   | 2B | 3B | HR | RBI | SB | BA   | OBP  | SLG  |
| ---- | ------------- | --- | --- | --- | --- | -- | -- | -- | --- | -- | ---- | ---- | ---- |
| C    | Джон Флаэрти  | 129 | 439 | 38  | 120 | 21 | 1  | 9  | 46  | 4  | 27,3 | 32,3 | 38,7 |
| 1B   | Уолли Джойнер | 135 | 455 | 59  | 149 | 29 | 2  | 13 | 83  | 3  | 32,7 | 39,0 | 48,6 |
| 2B   | Кильвио Верас | 145 | 539 | 74  | 143 | 23 | 1  | 3  | 45  | 33 | 26,5 | 35,7 | 32,8 |
| SS   | Крис Гомес    | 150 | 522 | 62  | 132 | 19 | 2  | 5  | 54  | 5  | 25,3 | 32,6 | 32,6 |
| 3B   | Кен Каминити  | 137 | 486 | 92  | 141 | 28 | 0  | 26 | 90  | 11 | 29,0 | 38,9 | 50,8 |
| LF   | Грег Вон      | 120 | 361 | 60  | 78  | 10 | 0  | 18 | 57  | 7  | 21,6 | 32,2 | 39,3 |
| CF   | Стив Финли    | 143 | 560 | 101 | 146 | 26 | 5  | 28 | 92  | 15 | 26,1 | 31,3 | 47,5 |
| RF   | Тони Гвинн    | 149 | 592 | 97  | 220 | 49 | 2  | 17 | 119 | 12 | 37,2 | 40,9 | 54,7 |

## Аффилированные клубы
В 1997 году фарм-система «Падрес» занимала шестнадцатое место в рейтинге журнала Baseball America, оценивающем уровень таланта молодых игроков. Перед стартом регулярного чемпионата в число ста лучших молодых игроков по его оценкам входило три игрока организации: игрок первой базы Деррек Ли (№ 15), шортстоп Хуан Мело (№ 36) и кэтчер Бен Дэвис (№ 59). После завершения сезона места в этот рейтинг вошло четыре игрока: питчер Мэтт Клемент (№ 16), аутфилдер Рубен Ривера (№ 40), Дэвис (№ 49) и Мело (№ 86).

### Результаты
| Уровень | Команда                | Город                       | Лига                          | Результат      | Главный тренер |
| ------- | ---------------------- | --------------------------- | ----------------------------- | -------------- | -------------- |
| AAA     | Лас-Вегас Старз        | Лас-Вегас, Невада           | Лига Тихоокеанского побережья | 56—85 (39,7 %) | Джерри Ройстер |
| AA      | Мобил Бэй Беарс        | Мобил, Алабама              | Южная лига                    | 69—68 (50,4 %) | Майк Рэмзи     |
| A+      | Ранчо-Кукамонга Куэйкс | Ранчо-Кукамонга, Калифорния | Калифорнийская лига           | 77—63 (55,0 %) | Майк Бассо     |
| A       | Клинтон Ламберкингз    | Клинтон, Айова              | Лига Среднего Запада          | 65—71 (47,8 %) | Том Левассёр   |
| Rk      | Айдахо-Фолс Брэйвз     | Айдахо-Фолс, Айдахо         | Лига пионеров                 | 39—33 (54,2 %) | Дон Вернер     |
| Rk      | АЗЛ Падрес             | Пеория, Аризона             | Аризонская лига               | 25—30 (45,5 %) | Рэнди Уислер   |

### Отчёты о матчах
1. ↑  Padres 12, Mets 5, Tuesday, April 1, 1997 (англ.). baseball-reference.com. Sports Reference LLC. Дата обращения: 19 апреля 2021. Архивировано 19 апреля 2021 года.
2. ↑  Padres 6, Mets 5, Wednesday, April 2, 1997 (англ.). baseball-reference.com. Sports Reference LLC. Дата обращения: 19 апреля 2021. Архивировано 19 апреля 2021 года.
3. ↑  Mets 4, Padres 1, Thursday, April 3, 1997 (англ.). baseball-reference.com. Sports Reference LLC. Дата обращения: 19 апреля 2021. Архивировано 3 февраля 2021 года.
4. ↑  Padres 13, Phillies 3, Friday, April 4, 1997 (англ.). baseball-reference.com. Sports Reference LLC. Дата обращения: 19 апреля 2021. Архивировано 20 января 2018 года.
5. ↑  Padres 4, Phillies 1, Saturday, April 5, 1997 (англ.). baseball-reference.com. Sports Reference LLC. Дата обращения: 19 апреля 2021. Архивировано 12 декабря 2020 года.
6. ↑  Phillies 3, Padres 2, Sunday, April 6, 1997 (англ.). baseball-reference.com. Sports Reference LLC. Дата обращения: 19 апреля 2021. Архивировано 31 марта 2016 года.
7. ↑  Padres 3, Pirates 2, Monday, April 7, 1997 (англ.). baseball-reference.com. Sports Reference LLC. Дата обращения: 19 апреля 2021. Архивировано 29 марта 2016 года.
8. ↑  Pirates 2, Padres 0, Tuesday, April 8, 1997 (англ.). baseball-reference.com. Sports Reference LLC. Дата обращения: 19 апреля 2021. Архивировано 19 апреля 2021 года.
9. ↑  Pirates 4, Padres 2, Wednesday, April 9, 1997 (англ.). baseball-reference.com. Sports Reference LLC. Дата обращения: 19 апреля 2021. Архивировано 28 марта 2016 года.
10. ↑  Padres 8, Phillies 3, Friday, April 11, 1997 (англ.). baseball-reference.com. Sports Reference LLC. Дата обращения: 19 апреля 2021. Архивировано 22 декабря 2020 года.
11. ↑  Padres 3, Phillies 1, Sunday, April 13, 1997 (англ.). baseball-reference.com. Sports Reference LLC. Дата обращения: 19 апреля 2021. Архивировано 28 марта 2016 года.
12. ↑  Pirates 3, Padres 2, Tuesday, April 15, 1997 (англ.). baseball-reference.com. Sports Reference LLC. Дата обращения: 19 апреля 2021. Архивировано 19 апреля 2021 года.
13. ↑  Padres 7, Pirates 5, Wednesday, April 16, 1997 (англ.). baseball-reference.com. Sports Reference LLC. Дата обращения: 19 апреля 2021. Архивировано 2 октября 2020 года.
14. ↑  Cardinals 1, Padres 0, Saturday, April 19, 1997 (англ.). baseball-reference.com. Sports Reference LLC. Дата обращения: 19 апреля 2021. Архивировано 19 апреля 2021 года.
15. ↑  Cardinals 2, Padres 1, Saturday, April 19, 1997 (англ.). baseball-reference.com. Sports Reference LLC. Дата обращения: 19 апреля 2021. Архивировано 19 апреля 2021 года.
16. ↑  Padres 8, Cardinals 2, Sunday, April 20, 1997 (англ.). baseball-reference.com. Sports Reference LLC. Дата обращения: 19 апреля 2021. Архивировано 30 августа 2020 года.
17. ↑  Astros 12, Padres 3, Tuesday, April 22, 1997 (англ.). baseball-reference.com. Sports Reference LLC. Дата обращения: 19 апреля 2021. Архивировано 2 октября 2020 года.
18. ↑  Astros 11, Padres 7, Wednesday, April 23, 1997 (англ.). baseball-reference.com. Sports Reference LLC. Дата обращения: 19 апреля 2021. Архивировано 19 апреля 2021 года.
19. ↑  Braves 5, Padres 4, Friday, April 25, 1997 (англ.). baseball-reference.com. Sports Reference LLC. Дата обращения: 19 апреля 2021. Архивировано 19 апреля 2021 года.
20. ↑  Braves 3, Padres 2, Saturday, April 26, 1997 (англ.). baseball-reference.com. Sports Reference LLC. Дата обращения: 19 апреля 2021. Архивировано 19 апреля 2021 года.
21. ↑  Braves 2, Padres 0, Sunday, April 27, 1997 (англ.). baseball-reference.com. Sports Reference LLC. Дата обращения: 19 апреля 2021. Архивировано 19 апреля 2021 года.
22. ↑  Marlins 12, Padres 9, Monday, April 28, 1997 (англ.). baseball-reference.com. Sports Reference LLC. Дата обращения: 19 апреля 2021. Архивировано 19 апреля 2021 года.
23. ↑  Marlins 2, Padres 1, Tuesday, April 29, 1997 (англ.). baseball-reference.com. Sports Reference LLC. Дата обращения: 19 апреля 2021. Архивировано 19 апреля 2021 года.
24. ↑  Mets 6, Padres 2, Wednesday, April 30, 1997 (англ.). baseball-reference.com. Sports Reference LLC. Дата обращения: 19 апреля 2021. Архивировано 19 апреля 2021 года.
25. ↑  Padres 7, Mets 3, Thursday, May 1, 1997 (англ.). baseball-reference.com. Sports Reference LLC. Дата обращения: 19 апреля 2021. Архивировано 28 августа 2020 года.
26. ↑  Expos 5, Padres 4, Friday, May 2, 1997 (англ.). baseball-reference.com. Sports Reference LLC. Дата обращения: 19 апреля 2021. Архивировано 19 апреля 2021 года.
27. ↑  Padres 1, Expos 0, Saturday, May 3, 1997 (англ.). baseball-reference.com. Sports Reference LLC. Дата обращения: 19 апреля 2021. Архивировано 30 ноября 2016 года.
28. ↑  Expos 9, Padres 3, Sunday, May 4, 1997 (англ.). baseball-reference.com. Sports Reference LLC. Дата обращения: 19 апреля 2021. Архивировано 28 марта 2016 года.
29. ↑  Cubs 2, Padres 1, Tuesday, May 6, 1997 (англ.). baseball-reference.com. Sports Reference LLC. Дата обращения: 19 апреля 2021. Архивировано 19 апреля 2021 года.
30. ↑  Padres 6, Cubs 3, Wednesday, May 7, 1997 (англ.). baseball-reference.com. Sports Reference LLC. Дата обращения: 19 апреля 2021. Архивировано 24 октября 2020 года.
31. ↑  Cubs 6, Padres 2, Thursday, May 8, 1997 (англ.). baseball-reference.com. Sports Reference LLC. Дата обращения: 19 апреля 2021. Архивировано 27 ноября 2020 года.
32. ↑  Reds 7, Padres 2, Friday, May 9, 1997 (англ.). baseball-reference.com. Sports Reference LLC. Дата обращения: 19 апреля 2021. Архивировано 19 апреля 2021 года.
33. ↑  Padres 9, Reds 6, Saturday, May 10, 1997 (англ.). baseball-reference.com. Sports Reference LLC. Дата обращения: 19 апреля 2021. Архивировано 29 марта 2016 года.
34. ↑  Padres 5, Reds 4, Sunday, May 11, 1997 (англ.). baseball-reference.com. Sports Reference LLC. Дата обращения: 19 апреля 2021. Архивировано 19 апреля 2021 года.
35. ↑  Expos 7, Padres 3, Tuesday, May 13, 1997 (англ.). baseball-reference.com. Sports Reference LLC. Дата обращения: 19 апреля 2021. Архивировано 30 ноября 2016 года.
36. ↑  Expos 9, Padres 7, Wednesday, May 14, 1997 (англ.). baseball-reference.com. Sports Reference LLC. Дата обращения: 19 апреля 2021. Архивировано 27 января 2021 года.
37. ↑  Cubs 8, Padres 2, Thursday, May 15, 1997 (англ.). baseball-reference.com. Sports Reference LLC. Дата обращения: 19 апреля 2021. Архивировано 1 июня 2020 года.
38. ↑  Cubs 16, Padres 7, Friday, May 16, 1997 (англ.). baseball-reference.com. Sports Reference LLC. Дата обращения: 19 апреля 2021. Архивировано 1 июня 2020 года.
39. ↑  Padres 6, Reds 2, Saturday, May 17, 1997 (англ.). baseball-reference.com. Sports Reference LLC. Дата обращения: 19 апреля 2021. Архивировано 29 марта 2016 года.
40. ↑  Reds 5, Padres 0, Sunday, May 18, 1997 (англ.). baseball-reference.com. Sports Reference LLC. Дата обращения: 19 апреля 2021. Архивировано 30 ноября 2016 года.
41. ↑  Padres 13, Reds 6, Monday, May 19, 1997 (англ.). baseball-reference.com. Sports Reference LLC. Дата обращения: 19 апреля 2021. Архивировано 10 ноября 2020 года.
42. ↑  Padres 7, Dodgers 3, Tuesday, May 20, 1997 (англ.). baseball-reference.com. Sports Reference LLC. Дата обращения: 19 апреля 2021. Архивировано 19 апреля 2021 года.
43. ↑  Padres 5, Dodgers 4, Wednesday, May 21, 1997 (англ.). baseball-reference.com. Sports Reference LLC. Дата обращения: 19 апреля 2021. Архивировано 19 апреля 2021 года.
44. ↑  Padres 4, Dodgers 1, Thursday, May 22, 1997 (англ.). baseball-reference.com. Sports Reference LLC. Дата обращения: 19 апреля 2021. Архивировано 30 августа 2020 года.
45. ↑  Padres 6, Marlins 3, Friday, May 23, 1997 (англ.). baseball-reference.com. Sports Reference LLC. Дата обращения: 19 апреля 2021. Архивировано 19 апреля 2021 года.
46. ↑  Marlins 9, Padres 7, Saturday, May 24, 1997 (англ.). baseball-reference.com. Sports Reference LLC. Дата обращения: 19 апреля 2021. Архивировано 19 апреля 2021 года.
47. ↑  Marlins 6, Padres 2, Sunday, May 25, 1997 (англ.). baseball-reference.com. Sports Reference LLC. Дата обращения: 19 апреля 2021. Архивировано 19 апреля 2021 года.
48. ↑  Braves 12, Padres 5, Monday, May 26, 1997 (англ.). baseball-reference.com. Sports Reference LLC. Дата обращения: 19 апреля 2021. Архивировано 30 августа 2020 года.
49. ↑  Braves 9, Padres 2, Tuesday, May 27, 1997 (англ.). baseball-reference.com. Sports Reference LLC. Дата обращения: 19 апреля 2021. Архивировано 2 октября 2020 года.
50. ↑  Astros 10, Padres 6, Thursday, May 29, 1997 (англ.). baseball-reference.com. Sports Reference LLC. Дата обращения: 19 апреля 2021. Архивировано 19 апреля 2021 года.
51. ↑  Padres 9, Astros 2, Friday, May 30, 1997 (англ.). baseball-reference.com. Sports Reference LLC. Дата обращения: 19 апреля 2021. Архивировано 20 августа 2020 года.
52. ↑  Padres 12, Astros 5, Saturday, May 31, 1997 (англ.). baseball-reference.com. Sports Reference LLC. Дата обращения: 19 апреля 2021. Архивировано 18 декабря 2020 года.
53. ↑  Padres 6, Astros 3, Sunday, June 1, 1997 (англ.). baseball-reference.com. Sports Reference LLC. Дата обращения: 20 апреля 2021. Архивировано 20 августа 2020 года.
54. ↑  Padres 5, Braves 4, Monday, June 2, 1997 (англ.). baseball-reference.com. Sports Reference LLC. Дата обращения: 20 апреля 2021. Архивировано 20 апреля 2021 года.
55. ↑  Padres 5, Braves 2, Tuesday, June 3, 1997 (англ.). baseball-reference.com. Sports Reference LLC. Дата обращения: 20 апреля 2021. Архивировано 17 августа 2020 года.
56. ↑  Padres 7, Rockies 5, Wednesday, June 4, 1997 (англ.). baseball-reference.com. Sports Reference LLC. Дата обращения: 20 апреля 2021. Архивировано 19 августа 2020 года.
57. ↑  Rockies 9, Padres 7, Thursday, June 5, 1997 (англ.). baseball-reference.com. Sports Reference LLC. Дата обращения: 20 апреля 2021. Архивировано 19 августа 2020 года.
58. ↑  Astros 8, Padres 7, Friday, June 6, 1997 (англ.). baseball-reference.com. Sports Reference LLC. Дата обращения: 20 апреля 2021. Архивировано 5 августа 2016 года.
59. ↑  Padres 5, Astros 4, Saturday, June 7, 1997 (англ.). baseball-reference.com. Sports Reference LLC. Дата обращения: 20 апреля 2021. Архивировано 20 апреля 2021 года.
60. ↑  Astros 9, Padres 0, Sunday, June 8, 1997 (англ.). baseball-reference.com. Sports Reference LLC. Дата обращения: 20 апреля 2021. Архивировано 31 августа 2020 года.
61. ↑  Cardinals 9, Padres 1, Monday, June 9, 1997 (англ.). baseball-reference.com. Sports Reference LLC. Дата обращения: 20 апреля 2021. Архивировано 31 июля 2020 года.
62. ↑  Padres 6, Cardinals 5, Tuesday, June 10, 1997 (англ.). baseball-reference.com. Sports Reference LLC. Дата обращения: 20 апреля 2021. Архивировано 20 апреля 2021 года.
63. ↑  Cardinals 8, Padres 3, Wednesday, June 11, 1997 (англ.). baseball-reference.com. Sports Reference LLC. Дата обращения: 20 апреля 2021. Архивировано 2 октября 2020 года.
64. ↑  Angels 8, Padres 4, Thursday, June 12, 1997 (англ.). baseball-reference.com. Sports Reference LLC. Дата обращения: 20 апреля 2021. Архивировано 8 декабря 2017 года.
65. ↑  Padres 8, Angels 7, Friday, June 13, 1997 (англ.). baseball-reference.com. Sports Reference LLC. Дата обращения: 20 апреля 2021. Архивировано 22 июля 2020 года.
66. ↑  Rangers 8, Padres 6, Saturday, June 14, 1997 (англ.). baseball-reference.com. Sports Reference LLC. Дата обращения: 20 апреля 2021. Архивировано 3 октября 2020 года.
67. ↑  Rangers 7, Padres 4, Sunday, June 15, 1997 (англ.). baseball-reference.com. Sports Reference LLC. Дата обращения: 20 апреля 2021. Архивировано 20 апреля 2021 года.
68. ↑  Athletics 10, Padres 3, Tuesday, June 17, 1997 (англ.). baseball-reference.com. Sports Reference LLC. Дата обращения: 20 апреля 2021. Архивировано 20 апреля 2021 года.
69. ↑  Athletics 11, Padres 9, Wednesday, June 18, 1997 (англ.). baseball-reference.com. Sports Reference LLC. Дата обращения: 20 апреля 2021. Архивировано 31 августа 2020 года.
70. ↑  Rockies 8, Padres 4, Thursday, June 19, 1997 (англ.). baseball-reference.com. Sports Reference LLC. Дата обращения: 20 апреля 2021. Архивировано 20 апреля 2021 года.
71. ↑  Padres 5, Rockies 2, Friday, June 20, 1997 (англ.). baseball-reference.com. Sports Reference LLC. Дата обращения: 20 апреля 2021. Архивировано 1 декабря 2020 года.
72. ↑  Rockies 9, Padres 4, Saturday, June 21, 1997 (англ.). baseball-reference.com. Sports Reference LLC. Дата обращения: 20 апреля 2021. Архивировано 4 июня 2020 года.
73. ↑  Padres 4, Rockies 2, Sunday, June 22, 1997 (англ.). baseball-reference.com. Sports Reference LLC. Дата обращения: 20 апреля 2021. Архивировано 4 июня 2020 года.
74. ↑  Padres 11, Giants 6, Monday, June 23, 1997 (англ.). baseball-reference.com. Sports Reference LLC. Дата обращения: 20 апреля 2021. Архивировано 20 апреля 2021 года.
75. ↑  Giants 4, Padres 1, Tuesday, June 24, 1997 (англ.). baseball-reference.com. Sports Reference LLC. Дата обращения: 20 апреля 2021. Архивировано 4 августа 2020 года.
76. ↑  Giants 14, Padres 7, Wednesday, June 25, 1997 (англ.). baseball-reference.com. Sports Reference LLC. Дата обращения: 20 апреля 2021. Архивировано 19 января 2018 года.
77. ↑  Padres 9, Dodgers 7, Thursday, June 26, 1997 (англ.). baseball-reference.com. Sports Reference LLC. Дата обращения: 20 апреля 2021. Архивировано 3 июня 2020 года.
78. ↑  Padres 7, Dodgers 5, Friday, June 27, 1997 (англ.). baseball-reference.com. Sports Reference LLC. Дата обращения: 20 апреля 2021. Архивировано 19 августа 2016 года.
79. ↑  Padres 9, Dodgers 3, Saturday, June 28, 1997 (англ.). baseball-reference.com. Sports Reference LLC. Дата обращения: 20 апреля 2021. Архивировано 21 августа 2020 года.
80. ↑  Dodgers 10, Padres 4, Sunday, June 29, 1997 (англ.). baseball-reference.com. Sports Reference LLC. Дата обращения: 20 апреля 2021. Архивировано 28 июля 2020 года.
81. ↑  Padres 15, Athletics 6, Monday, June 30, 1997 (англ.). baseball-reference.com. Sports Reference LLC. Дата обращения: 20 апреля 2021. Архивировано 20 апреля 2021 года.
82. ↑  Athletics 8, Padres 6, Tuesday, July 1, 1997 (англ.). baseball-reference.com. Sports Reference LLC. Дата обращения: 20 апреля 2021. Архивировано 28 августа 2020 года.
83. ↑  Padres 8, Mariners 5, Wednesday, July 2, 1997 (англ.). baseball-reference.com. Sports Reference LLC. Дата обращения: 20 апреля 2021. Архивировано 11 сентября 2016 года.
84. ↑  Padres 10, Mariners 8, Thursday, July 3, 1997 (англ.). baseball-reference.com. Sports Reference LLC. Дата обращения: 20 апреля 2021. Архивировано 20 апреля 2021 года.
85. ↑  Dodgers 5, Padres 2, Friday, July 4, 1997 (англ.). baseball-reference.com. Sports Reference LLC. Дата обращения: 20 апреля 2021. Архивировано 30 ноября 2016 года.
86. ↑  Dodgers 7, Padres 3, Saturday, July 5, 1997 (англ.). baseball-reference.com. Sports Reference LLC. Дата обращения: 20 апреля 2021. Архивировано 21 августа 2016 года.
87. ↑  Dodgers 5, Padres 2, Sunday, July 6, 1997 (англ.). baseball-reference.com. Sports Reference LLC. Дата обращения: 20 апреля 2021. Архивировано 21 августа 2016 года.
88. ↑  Padres 11, Rockies 5, Thursday, July 10, 1997 (англ.). baseball-reference.com. Sports Reference LLC. Дата обращения: 20 апреля 2021. Архивировано 2 июня 2020 года.
89. ↑  Rockies 6, Padres 5, Friday, July 11, 1997 (англ.). baseball-reference.com. Sports Reference LLC. Дата обращения: 20 апреля 2021. Архивировано 5 декабря 2020 года.
90. ↑  Padres 11, Rockies 7, Saturday, July 12, 1997 (англ.). baseball-reference.com. Sports Reference LLC. Дата обращения: 20 апреля 2021. Архивировано 28 ноября 2020 года.
91. ↑  Padres 13, Rockies 11, Sunday, July 13, 1997 (англ.). baseball-reference.com. Sports Reference LLC. Дата обращения: 20 апреля 2021. Архивировано 30 ноября 2020 года.
92. ↑  Padres 5, Giants 3, Monday, July 14, 1997 (англ.). baseball-reference.com. Sports Reference LLC. Дата обращения: 20 апреля 2021. Архивировано 30 ноября 2016 года.
93. ↑  Giants 16, Padres 2, Tuesday, July 15, 1997 (англ.). baseball-reference.com. Sports Reference LLC. Дата обращения: 20 апреля 2021. Архивировано 30 ноября 2016 года.
94. ↑  Padres 4, Cardinals 3, Wednesday, July 16, 1997 (англ.). baseball-reference.com. Sports Reference LLC. Дата обращения: 20 апреля 2021. Архивировано 5 июня 2020 года.
95. ↑  Padres 3, Cardinals 1, Thursday, July 17, 1997 (англ.). baseball-reference.com. Sports Reference LLC. Дата обращения: 20 апреля 2021. Архивировано 3 октября 2020 года.
96. ↑  Padres 5, Marlins 3, Friday, July 18, 1997 (англ.). baseball-reference.com. Sports Reference LLC. Дата обращения: 20 апреля 2021. Архивировано 3 июня 2020 года.
97. ↑  Marlins 8, Padres 5, Saturday, July 19, 1997 (англ.). baseball-reference.com. Sports Reference LLC. Дата обращения: 20 апреля 2021. Архивировано 20 апреля 2021 года.
98. ↑  Padres 3, Marlins 0, Sunday, July 20, 1997 (англ.). baseball-reference.com. Sports Reference LLC. Дата обращения: 20 апреля 2021. Архивировано 17 июня 2020 года.
99. ↑  Padres 10, Marlins 2, Monday, July 21, 1997 (англ.). baseball-reference.com. Sports Reference LLC. Дата обращения: 20 апреля 2021. Архивировано 3 апреля 2021 года.
100. ↑  Padres 3, Pirates 2, Tuesday, July 22, 1997 (англ.). baseball-reference.com. Sports Reference LLC. Дата обращения: 20 апреля 2021. Архивировано 4 июня 2020 года.
101. ↑  Padres 9, Pirates 1, Wednesday, July 23, 1997 (англ.). baseball-reference.com. Sports Reference LLC. Дата обращения: 20 апреля 2021. Архивировано 28 марта 2016 года.
102. ↑  Padres 8, Pirates 6, Thursday, July 24, 1997 (англ.). baseball-reference.com. Sports Reference LLC. Дата обращения: 20 апреля 2021. Архивировано 28 марта 2016 года.
103. ↑  Mets 4, Padres 2, Friday, July 25, 1997 (англ.). baseball-reference.com. Sports Reference LLC. Дата обращения: 20 апреля 2021. Архивировано 28 марта 2016 года.
104. ↑  Padres 5, Mets 3, Saturday, July 26, 1997 (англ.). baseball-reference.com. Sports Reference LLC. Дата обращения: 20 апреля 2021. Архивировано 28 марта 2016 года.
105. ↑  Padres 5, Mets 3, Sunday, July 27, 1997 (англ.). baseball-reference.com. Sports Reference LLC. Дата обращения: 20 апреля 2021. Архивировано 28 марта 2016 года.
106. ↑  Phillies 8, Padres 4, Monday, July 28, 1997 (англ.). baseball-reference.com. Sports Reference LLC. Дата обращения: 20 апреля 2021. Архивировано 30 марта 2016 года.
107. ↑  Phillies 6, Padres 5, Tuesday, July 29, 1997 (англ.). baseball-reference.com. Sports Reference LLC. Дата обращения: 20 апреля 2021. Архивировано 3 декабря 2020 года.
108. ↑  Expos 9, Padres 2, Thursday, July 31, 1997 (англ.). baseball-reference.com. Sports Reference LLC. Дата обращения: 20 апреля 2021. Архивировано 20 апреля 2021 года.
109. ↑  Padres 8, Expos 2, Friday, August 1, 1997 (англ.). baseball-reference.com. Sports Reference LLC. Дата обращения: 21 апреля 2021. Архивировано 28 марта 2016 года.
110. ↑  Expos 6, Padres 0, Saturday, August 2, 1997 (англ.). baseball-reference.com. Sports Reference LLC. Дата обращения: 21 апреля 2021. Архивировано 14 сентября 2016 года.
111. ↑  Expos 6, Padres 3, Sunday, August 3, 1997 (англ.). baseball-reference.com. Sports Reference LLC. Дата обращения: 21 апреля 2021. Архивировано 28 марта 2016 года.
112. ↑  Reds 7, Padres 3, Tuesday, August 5, 1997 (англ.). baseball-reference.com. Sports Reference LLC. Дата обращения: 21 апреля 2021. Архивировано 30 ноября 2016 года.
113. ↑  Padres 6, Reds 3, Wednesday, August 6, 1997 (англ.). baseball-reference.com. Sports Reference LLC. Дата обращения: 21 апреля 2021. Архивировано 30 ноября 2016 года.
114. ↑  Reds 7, Padres 0, Thursday, August 7, 1997 (англ.). baseball-reference.com. Sports Reference LLC. Дата обращения: 21 апреля 2021. Архивировано 10 августа 2016 года.
115. ↑  Cubs 3, Padres 1, Friday, August 8, 1997 (англ.). baseball-reference.com. Sports Reference LLC. Дата обращения: 21 апреля 2021. Архивировано 1 июня 2020 года.
116. ↑  Padres 7, Cubs 5, Saturday, August 9, 1997 (англ.). baseball-reference.com. Sports Reference LLC. Дата обращения: 21 апреля 2021. Архивировано 1 июня 2020 года.
117. ↑  Padres 4, Cubs 3, Sunday, August 10, 1997 (англ.). baseball-reference.com. Sports Reference LLC. Дата обращения: 21 апреля 2021. Архивировано 1 июня 2020 года.
118. ↑  Expos 6, Padres 3, Monday, August 11, 1997 (англ.). baseball-reference.com. Sports Reference LLC. Дата обращения: 21 апреля 2021. Архивировано 28 марта 2016 года.
119. ↑  Padres 6, Expos 4, Tuesday, August 12, 1997 (англ.). baseball-reference.com. Sports Reference LLC. Дата обращения: 21 апреля 2021. Архивировано 28 марта 2016 года.
120. ↑  Reds 2, Padres 0, Wednesday, August 13, 1997 (англ.). baseball-reference.com. Sports Reference LLC. Дата обращения: 21 апреля 2021. Архивировано 1 февраля 2021 года.
121. ↑  Padres 5, Reds 4, Thursday, August 14, 1997 (англ.). baseball-reference.com. Sports Reference LLC. Дата обращения: 21 апреля 2021. Архивировано 28 марта 2016 года.
122. ↑  Padres 5, Cubs 1, Friday, August 15, 1997 (англ.). baseball-reference.com. Sports Reference LLC. Дата обращения: 21 апреля 2021. Архивировано 4 июня 2020 года.
123. ↑  Padres 4, Cubs 3, Saturday, August 16, 1997 (англ.). baseball-reference.com. Sports Reference LLC. Дата обращения: 21 апреля 2021. Архивировано 4 июня 2020 года.
124. ↑  Cubs 6, Padres 5, Sunday, August 17, 1997 (англ.). baseball-reference.com. Sports Reference LLC. Дата обращения: 21 апреля 2021. Архивировано 4 июня 2020 года.
125. ↑  Pirates 5, Padres 3, Tuesday, August 19, 1997 (англ.). baseball-reference.com. Sports Reference LLC. Дата обращения: 21 апреля 2021. Архивировано 28 марта 2016 года.
126. ↑  Pirates 7, Padres 3, Wednesday, August 20, 1997 (англ.). baseball-reference.com. Sports Reference LLC. Дата обращения: 21 апреля 2021. Архивировано 4 июня 2016 года.
127. ↑  Padres 9, Pirates 4, Thursday, August 21, 1997 (англ.). baseball-reference.com. Sports Reference LLC. Дата обращения: 21 апреля 2021. Архивировано 6 марта 2016 года.
128. ↑  Mets 9, Padres 8, Friday, August 22, 1997 (англ.). baseball-reference.com. Sports Reference LLC. Дата обращения: 21 апреля 2021. Архивировано 9 марта 2016 года.
129. ↑  Mets 9, Padres 5, Saturday, August 23, 1997 (англ.). baseball-reference.com. Sports Reference LLC. Дата обращения: 21 апреля 2021. Архивировано 28 марта 2016 года.
130. ↑  Padres 3, Mets 2, Sunday, August 24, 1997 (англ.). baseball-reference.com. Sports Reference LLC. Дата обращения: 21 апреля 2021. Архивировано 28 марта 2016 года.
131. ↑  Philiies 10, Padres 1, Monday, August 25, 1997 (англ.). baseball-reference.com. Sports Reference LLC. Дата обращения: 21 апреля 2021. Архивировано 22 октября 2020 года.
132. ↑  Philiies 6, Padres 4, Monday, August 25, 1997 (англ.). baseball-reference.com. Sports Reference LLC. Дата обращения: 21 апреля 2021. Архивировано 30 ноября 2016 года.
133. ↑  Philiies 4, Padres 2, Tuesday, August 26, 1997 (англ.). baseball-reference.com. Sports Reference LLC. Дата обращения: 21 апреля 2021. Архивировано 28 марта 2016 года.
134. ↑  Philiies 7, Padres 6, Wednesday, August 27, 1997 (англ.). baseball-reference.com. Sports Reference LLC. Дата обращения: 21 апреля 2021. Архивировано 29 августа 2020 года.
135. ↑  Padres 9, Angels 2, Thursday, August 28, 1997 (англ.). baseball-reference.com. Sports Reference LLC. Дата обращения: 21 апреля 2021. Архивировано 1 августа 2020 года.
136. ↑  Angels 3, Padres 1, Friday, August 29, 1997 (англ.). baseball-reference.com. Sports Reference LLC. Дата обращения: 21 апреля 2021. Архивировано 31 августа 2020 года.
137. ↑  Padres 4, Rangers 1, Saturday, August 30, 1997 (англ.). baseball-reference.com. Sports Reference LLC. Дата обращения: 21 апреля 2021. Архивировано 2 октября 2020 года.
138. ↑  Padres 5, Rangers 3, Sunday, August 31, 1997 (англ.). baseball-reference.com. Sports Reference LLC. Дата обращения: 21 апреля 2021. Архивировано 2 октября 2020 года.
139. ↑  Mariners 9, Padres 6, Monday, September 1, 1997 (англ.). baseball-reference.com. Sports Reference LLC. Дата обращения: 21 апреля 2021. Архивировано 31 августа 2020 года.
140. ↑  Padres 6, Mariners 5, Wednesday, September 3, 1997 (англ.). baseball-reference.com. Sports Reference LLC. Дата обращения: 21 апреля 2021. Архивировано 2 октября 2020 года.
141. ↑  Braves 8, Padres 7, Thursday, September 4, 1997 (англ.). baseball-reference.com. Sports Reference LLC. Дата обращения: 21 апреля 2021. Архивировано 31 августа 2020 года.
142. ↑  Padres 6, Braves 2, Friday, September 5, 1997 (англ.). baseball-reference.com. Sports Reference LLC. Дата обращения: 21 апреля 2021. Архивировано 2 октября 2020 года.
143. ↑  Braves 9, Padres 1, Saturday, September 6, 1997 (англ.). baseball-reference.com. Sports Reference LLC. Дата обращения: 21 апреля 2021. Архивировано 2 октября 2020 года.
144. ↑  Braves 4, Padres 0, Sunday, September 7, 1997 (англ.). baseball-reference.com. Sports Reference LLC. Дата обращения: 21 апреля 2021. Архивировано 30 августа 2020 года.
145. ↑  Padres 7, Marlins 6, Tuesday, September 9, 1997 (англ.). baseball-reference.com. Sports Reference LLC. Дата обращения: 21 апреля 2021. Архивировано 2 октября 2020 года.
146. ↑  Padres 4, Marlins 3, Wednesday, September 10, 1997 (англ.). baseball-reference.com. Sports Reference LLC. Дата обращения: 21 апреля 2021. Архивировано 30 августа 2020 года.
147. ↑  Cardinals 4, Padres 2, Friday, September 12, 1997 (англ.). baseball-reference.com. Sports Reference LLC. Дата обращения: 21 апреля 2021. Архивировано 3 октября 2020 года.
148. ↑  Padres 8, Cardinals 3, Saturday, September 13, 1997 (англ.). baseball-reference.com. Sports Reference LLC. Дата обращения: 21 апреля 2021. Архивировано 3 октября 2020 года.
149. ↑  Cardinals 10, Padres 4, Sunday, September 14, 1997 (англ.). baseball-reference.com. Sports Reference LLC. Дата обращения: 21 апреля 2021. Архивировано 31 августа 2020 года.
150. ↑  Padres 4, Astros 3, Monday, September 15, 1997 (англ.). baseball-reference.com. Sports Reference LLC. Дата обращения: 21 апреля 2021. Архивировано 20 августа 2020 года.
151. ↑  Astros 15, Padres 3, Tuesday, September 16, 1997 (англ.). baseball-reference.com. Sports Reference LLC. Дата обращения: 21 апреля 2021. Архивировано 30 октября 2020 года.
152. ↑  Padres 5, Rockies 4, Wednesday, September 17, 1997 (англ.). baseball-reference.com. Sports Reference LLC. Дата обращения: 21 апреля 2021. Архивировано 26 ноября 2020 года.
153. ↑  Padres 7, Rockies 6, Thursday, September 18, 1997 (англ.). baseball-reference.com. Sports Reference LLC. Дата обращения: 21 апреля 2021. Архивировано 26 ноября 2020 года.
154. ↑  Giants 7, Padres 4, Friday, September 19, 1997 (англ.). baseball-reference.com. Sports Reference LLC. Дата обращения: 21 апреля 2021. Архивировано 2 октября 2020 года.
155. ↑  Padres 12, Giants 2, Saturday, September 20, 1997 (англ.). baseball-reference.com. Sports Reference LLC. Дата обращения: 21 апреля 2021. Архивировано 18 января 2021 года.
156. ↑  Giants 8, Padres 5, Sunday, September 21, 1997 (англ.). baseball-reference.com. Sports Reference LLC. Дата обращения: 21 апреля 2021. Архивировано 14 августа 2020 года.
157. ↑  Giants 11, Padres 5, Monday, September 22, 1997 (англ.). baseball-reference.com. Sports Reference LLC. Дата обращения: 21 апреля 2021. Архивировано 22 января 2018 года.
158. ↑  Dodgers 6, Padres 2, Tuesday, September 23, 1997 (англ.). baseball-reference.com. Sports Reference LLC. Дата обращения: 21 апреля 2021. Архивировано 21 августа 2016 года.
159. ↑  Padres 4, Dodgers 1, Wednesday, September 24, 1997 (англ.). baseball-reference.com. Sports Reference LLC. Дата обращения: 21 апреля 2021. Архивировано 21 августа 2016 года.
160. ↑  Giants 17, Padres 4, Friday, September 26, 1997 (англ.). baseball-reference.com. Sports Reference LLC. Дата обращения: 21 апреля 2021. Архивировано 5 ноября 2020 года.
161. ↑  Giants 6, Padres 1, Saturday, September 27, 1997 (англ.). baseball-reference.com. Sports Reference LLC. Дата обращения: 21 апреля 2021. Архивировано 31 марта 2016 года.
162. ↑  Padres 5, Giants 3, Sunday, September 28, 1997 (англ.). baseball-reference.com. Sports Reference LLC. Дата обращения: 21 апреля 2021. Архивировано 19 января 2018 года.